# Anaglyptus watsoni
Anaglyptus watsoni là một loài bọ cánh cứng trong họ Cerambycidae.